# アンヘル・ロドリゲス (ボクサー)

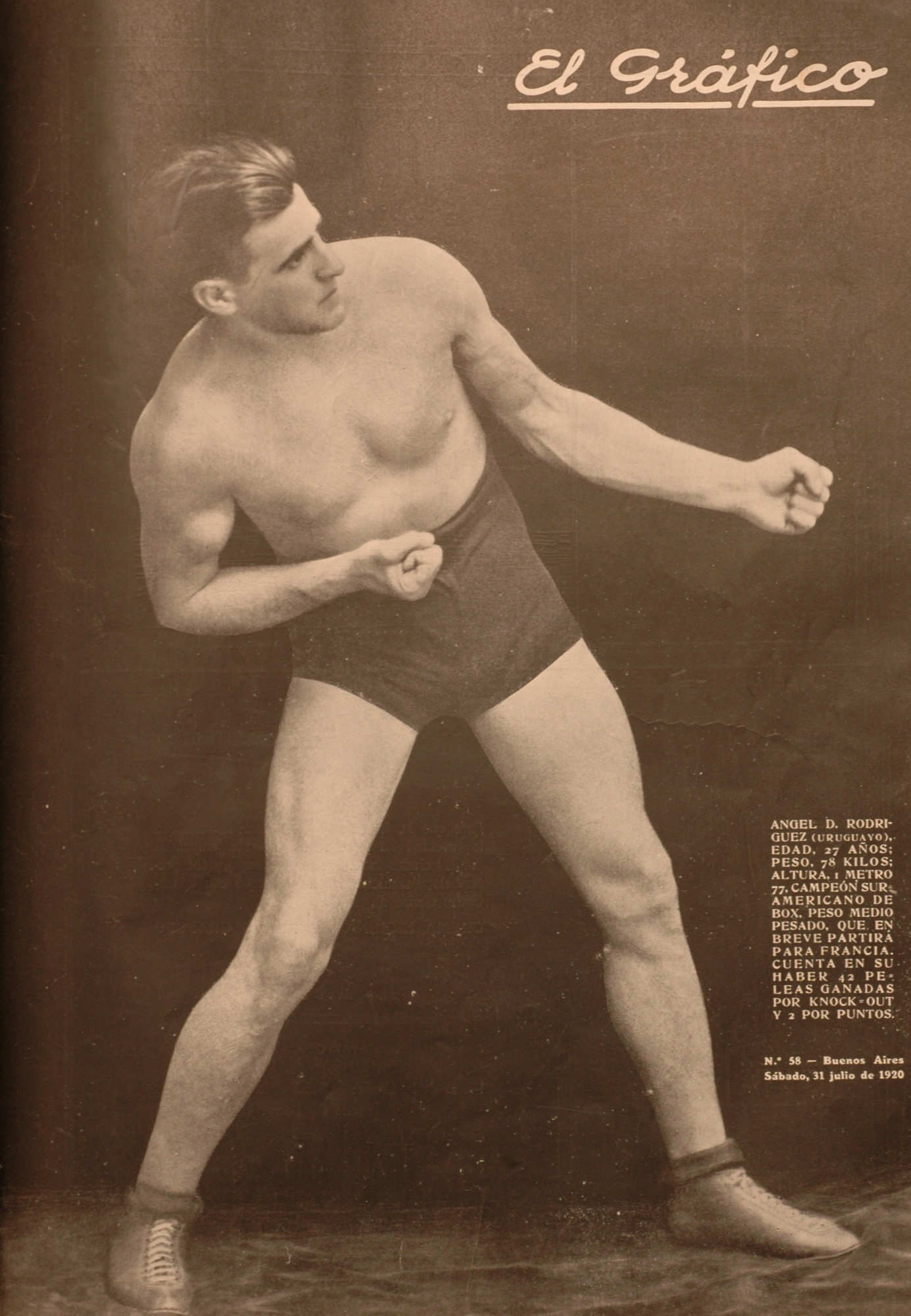
Angel D. Rodríguez - El Gráfico 58

アンヘル・ロドリゲス（Angel Rodríguez、生没年不詳）は、アルゼンチンの男子アマチュアボクシング選手。

## 概要
1920年のアントワープオリンピックに出場し、ボクシング競技においてはアルゼンチンからは初めてのオリンピック出場となった。このオリンピックでは唯一のアルゼンチン代表の選手でもあった。出場した階級はフェザー級で1回戦でノルウェー代表のアルトゥール・オルセンに敗れた。